# اوبرن، نیو ساوت ولز
اوبرن (به انگلیسی: Auburn) یک حومه شهر در استرالیا است که در نیو ساوت ولز واقع شده‌است.